# Transcendentální meditace

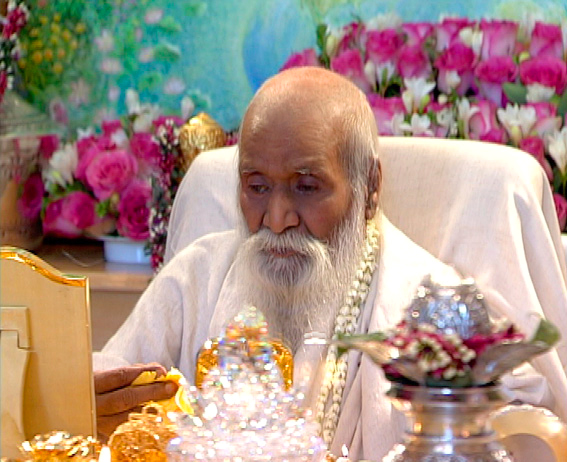
Mahariši Maheš Jógi (2007)

Transcendentální meditace, krátce TM, je meditační technika, kterou z véd obrodil a v roce 1958 začal vyučovat Mahariši Maheš Jógi. Vzhledem k přirozenosti a jednoduchosti této techniky a možnosti naučit se ji ve své mateřské řeči od učitelů TM, se tato technika rozšířila během následujících 50 let do více než 180 zemí celého světa, mimo jiné i do České republiky. Komplexní účinek programu Transcendentální meditace je dokumentován mezinárodními vědecko-výzkumnými studiemi a TM-program je součástí systému vzdělání založeného na rozvoji vědomí (CBE), který umožňuje komplexní rozvíjení osobnosti.
Přestože velké množství vědeckých výzkumů uvádí příznivé účinky této meditační techniky v mnoha oblastech života [zdroj?], je TM-program pro mnohé nedostupný vzhledem k vysoké finanční nákladnosti tohoto programu. V tomto smyslu je třeba rozlišovat mezi dvěma zcela odlišnými pojmy: Meditační technika a TM-hnutím, které tuto techniku propaguje v mnoha TM-programech.

## Meditační technika

### Základní princip
Princip Transcendentální meditace spočívá ve využití schopnosti mysli zklidnit se. TM využívá k tomuto zklidňování speciálních zvuků, manter. Tento způsob zklidňování proudu myšlenek popisuje Mahariši Maheš Jógi v knize Věda o Bytí a umění žití analogií s oceánem a bublinou následujícím způsobem:
Mysl je jako oceán a jako v oceánu jsou povrchové vrstvy aktivní a hlubší úrovně jsou tiché. Myšlenka začíná z nejhlubší úrovně vědomí, z nejhlubší úrovně oceánu mysli, jako bublina začíná na dně moře. Jak bublina stoupá, postupně se stává větší. Když vyjde na povrchovou úroveň vody, vnímáme ji jako bublinu. Bubliny myšlenky se tvoří v proudu, jedna za druhou a mysl je trénována, aby zažila přicházející bublinu v ranějším a ranějším stadiu jejího rozvoje. Když pozornost dosáhne úroveň zdroje myšlenky, procestovala celou hloubku mysli a dosáhla zdroj tvořivé inteligence v člověku.
Mahariši Maheš Jógi, Věda o Bytí a umění žití

### Způsob výuky
Mahariši Maheš Jógi vyškolil docenty TM v tradičním způsobu výuky (ceremonie díků k poctě tradice védských mistrů), která zaručuje přesné předání této techniky bez jakéhokoliv individuálního vlivu.

### Výzkum
První výzkumnou práci vypracoval Robert Keith Wallace, autor knih Fyziologie vědomí a Neurofyziologie osvícení, a publikována byla v roce 1970. Mezinárodní výzkum v průběhu dalších třiceti osmi let zahrnuje přes 600 vědeckých prací z 250 universit a nezávislých institutů ve 33 zemích, jež byly publikovány ve více než 100 vědeckých časopisech.

Vědecké práce, zabývající se účinkem programu TM na komplexní zdraví zahrnují studie o zlepšení srdeční činnosti, včetně hypertenze, funkční kapacity srdce, aterosklerózy, metabolického syndromu, prevence kardiovaskulárních nemocí a redukce stresu. Dr. Hans Selye, bývalý ředitel experimentální medicíny a chirurgie university v Montrealu, (Kanada), odborník v oblasti stresu uvedl:
Výzkum, který byl již proveden ukazuje, že fyziologické účinky Transcendentální meditace jsou přesně opačné než ty, jež jsou identifikovány medicínou jako charakteristické v rámci úsilí těla vyrovnat se se stresem. Technika TM je metoda, která relaxuje lidský nervový systém tak, že netrpí stresem. Já si myslím, že když můžeme ovlivnit nervový systém takovým způsobem, že se může opravdu uvolnit a reaguje co nejlépe na každý náročný požadavek, pak je to optimální řešení.
Dr. Hans Selye,
Nová meta analýza výzkumu na lékařské universitě v Kentucky vedeném Dr. J. W. Andersonem a publikovaném v březnu 2008 v časopise American Journal of Hypertension uvádí, že TM je účinnou léčbou pro kontrolu vysokého tlaku, bez vedlejších škodlivých účinků.

## Historie TM-hnutí

### Aplikace v praxi
Program TM je používán i v oblasti vzdělávání. U základního a středního stupně jsou dlouhodobé výsledky zaznamenány ve škole ve Fairfieldu, USA, jejímž cílem je - jak uvádí oficiální stránky školy - rozvíjet vnitřního génia a plnou tvořivou inteligenci pro zdravý, šťastný a produktivní život u každého studenta. Úspěch Maharišiho školy dokumentuje a vysvětluje kniha Výjimečné výsledky a pozoruhodný úspěch školy od Dr. Ashley Deanse.
V oblasti universitního vzdělávání má nejdelší (více než 30leté) zkušenosti Maharišiho universita managementu, akreditovaná komisí pro vyšší školy, kde se podle výzkumu NSSE na účinné vzdělávání umísťují zdejší studenti na vrcholu ve srovnání s ostatními 613 institucemi nabízejícími bakalářské a magisterské studium.
Kniha o léčbě návykových drog Uzdravit sám sebe od D.F. O'Conella a Ch.N. Alexandera dokumentuje teorii, výzkum a aplikaci použití programu TM u juvenilních delikventů a ve věznicích.
Dr. Sarina Grosswald uvádí a komentuje výsledky výzkumu aplikace TM u dětí s poruchami učení a u hyperaktivních dětí.
Zkušenosti s použitím programu TM na zdraví žen uvádí Dr. Nancy Lonsdorf, autorka knihy Zralá žena a specialistka v integrační medicíně, jež komentuje významné snížení stresu u pacientek na základě snížení jejich hladiny kortizolu.
Výsledky aplikace programu TM ve věznici v rámci zlepšování profilu osobnosti dokumentuje kniha George Ellise Folsomská věznice.

## Kritika
Hnutí Transendentální meditace má však i mnoho kritiků a odpůrců. Ti se zaměřují především na vědecké metody používané TM a finanční nákladnost TM-programů. Už členové Beatles, kteří se u Maharišiho učili a díky kterým se Mahariši proslavil, se s ním rozešli. John Lennon, který pocházel z rozvedené rodiny, byl vychován sestrou své matky, od svých 17 let neměl žádný domov, protože byl pořád na turné, v roce 1968 vstup Yoko Ono do jeho života vedle manželky Cythie a její neakceptování skupinou Beatles, si myslel, že Mahariši vyřeší všechny jeho problémy a když se tak nestalo, tak Maharišiho obvinil z podvodnictví a z toho, že si Mahariši udělal ze všech blázny. I ve své rodné domovině Mahariši čelil již od počátků své kariéry kritice. Ta směřovala především na skutečnost, že Mahariši dával přednost bohatým žákům před chudými a požadoval po nich týdenní plat, což bylo v rozporu s hinduistickou tradicí.

### Kritika sv. Katolické církve
Neoficiální zdroje a např.: exorcisté upozorňují, že TM je příčinou některých svázaností, protože člověk praktikující TM se již od začátku otevírá působení zlých sil. Řadí ji mezi okultní praktiky.

#### Všeobecné
- Transcendentální meditace - TM centrum v Praze
- (anglicky)Global Country of World Peace
- (anglicky)Weekly satellite press conferences

#### Zdraví
- (anglicky)Stress and Cardiovascular Desease
- (anglicky)The Total Heart Health Program
- (anglicky)Perfect Blood Pressure Naturally
- (anglicky)Doctors on TM Archivováno 26. 1. 2012 na Wayback Machine.

#### Vzdělání
- (anglicky)Consciousness Based Education
- (anglicky)Maharishi University of Management